# Durkhanai Ayubi

Kulcheh Chaarmaghzi (galletas de nueces) del libro de cocina afgano de Durkhanai Ayubi, Parwana, página 157

Durkhanai Ayubi (Kabul, 1985) es una experta en gastronomía afgana, restauradora y autora de libros de cocina premiados que reside en Adelaida, Australia. Es conocida sobre todo por su libro de cocina y memorias culinarias, Parwana, que presenta recetas tradicionales afganas y familiares, muchas de las cuales han sido cocinadas por Ayubi y su familia en su restaurante del mismo nombre. A lo largo del libro, rastrea la historia de Afganistán y su diversa sociedad desde la antigüedad hasta el presente. Describe cómo nuevas ideologías, como el comunismo de inspiración soviética y el extremismo islámico, dieron origen a movimientos que desafiaron la cultura y las tradiciones afganas y llevaron al desplazamiento en gran escala de afganos, incluidos muchos miembros de su propia familia. Desde 2018 es miembro del programa Atlantic Fellows con sede en la London School of Economics, cuyo objetivo es abordar las desigualdades globales a través de la acción colectiva. En 2022, ganó el premio de impacto social «40 menores de 40», una competición anual que reconoce a los jóvenes emprendedores del sur de Australia.

## Trayectoria
Durkhanai Ayubi nació en 1985 en Kabul, Afganistán, hija de Zelmai y Farida Ayubi. La guerra soviética-afgana desplazó a la familia Ayubi, lo que los llevó a emigrar a Australia a través de Pakistán en 1987. Inicialmente se establecieron en Melbourne y más tarde, en 1989, se mudaron a Adelaida.
En 2009, la familia Ayubi abrió su primer restaurante, Parwana, en Adelaida, que luego inspiró su libro de cocina. La familia regresó a Afganistán en 2012 por primera vez desde su emigración. En 2014, abrieron su segundo restaurante, Kutchi Deli Parwana, que refleja la cultura de comida callejera que conocieron durante su viaje.
La madre de Ayubi es prima de Sayd Majrouh (1928-1988), filósofo, poeta, periodista, diplomático y erudito literario, conocido por su poema épico, Ego-Monstre, y su trabajo de seguimiento del impacto de la guerra soviética como director del Centro de Información Afgano.
En 2018, se convirtió en miembro senior del programa Atlantic Fellows in Society Equity, con sede en el Reino Unido. Participó en conferencias sobre temas relacionados con la equidad social. Fue oradora destacada en 2021 en el Instituto de Equidad Social de Melbourne en asociación con el Centro Peter McMullin sobre Apatridia. Ha escrito sobre temas relacionados con la alimentación para publicaciones periódicas como The Telegraph (Londres).

## Libro de cocina:Parwana: recetas e historias de una cocina afgana

Lobeyah (frijoles afganos) del libro de cocina Parwana de Durkhanai Ayubi, página 186.

Durkhanai Ayubi publicó su libro de cocina, Parwana: Recipes and Stories from an Afghan Kitchen, en septiembre de 2020. Contiene aproximadamente 100 recetas inspiradas en su familia, muchas de ellas transmitidas por su madre, Farida Ayubi. Ayubi combina estas recetas con reflexiones sobre la historia, la cultura y la política afganas. Parwana fue publicado por Interlink Publishing (Massachusetts, EE. UU.), que se especializa en libros relacionados con la cultura global, incluidos libros de cocina y guías culturales.
En 2021, The Guardian presentó algunas recetas de Parwana, junto con una historia sobre Durkhanai Ayubi y su madre Farida, en su serie sobre comida y bebida australiana. En particular, incluía recetas de platos que el padre viudo de Farida solía cocinar para el desayuno de sus hijos. La librería Harvard presentó a Ayubi y describió a Parwana como «no sólo un libro de cocina [sino] una historia familiar culinaria». Ha aparecido en podcasts y entrevistas de radio con muchos medios de comunicación, incluida la BBC.

## Reconocimientos
Durkhanai Ayubi recibió elogios de la crítica por Parwana. El libro ganó el premio Art of Eating al mejor libro de cocina del año en 2021 y el premio Guild of Food Writers al mejor libro de cocina internacional en 2021. También fue nominado al premio Fortnum & Mason Food and Drink Award como mejor libro de cocina debut del año en 2021. Entre quienes han elogiado a Ayubi y su libro Parwana se encuentran la escritora gastronómica británica Nigella Lawson y la premio Nobel Malala Yousafzai.
En 2022, Ayubi fue una de las premiadas en el concurso para emprendedores del Sur de Australia, «40 menores de 40» para jóvenes emprendedores del sur de Australia. El premio reconoció su labor en favor de los migrantes en Australia y destacó sus esfuerzos para recaudar más de 180 000 dólares para los afganos afectados por la caída de Afganistán ante el régimen talibán en 2021. La propia Ayubi destacó su compromiso de promover la comprensión sobre los pueblos afganos y los migrantes en Australia, promoviendo al mismo tiempo la justicia social.